# 12P/Pons-Brooks
12P/Pons-Brooks este o cometă periodică, de tip Halley, având o perioadă de circa 71 de ani.

## Descoperirea cometei
Această cometă a fost descoperită de Jean-Louis Pons, la data de 12 iulie 1812, apoi, în mod independent, de Vincent Wisniewski (în rusă Винсент Вишневский / Vincent Vișnevski), la 1 august și de Alexis Bouvard, la 2 august din același an. Întâmplător, a fost redescoperită în 1883 de William Robert Brooks, înainte de a fi fost identificată ca fiind același obiect.

## Orbita
La puțin timp după descoperirea inițială, s-a calculat că perioada orbitală era de circa 70 de ani, cu o marjă de eroare estimată la 5 ani. Johann Franz Encke a calculat o orbită precisă, cu o perioadă orbitală de 70,68 de ani, acest calcul prezicând reîntoarcerea cometei în 1883, însă cercetările au rămas nefructuoase, până când Brooks a regăsit-o din întâmplare.
Ultimul periheliu al cometei a avut loc la 22 mai 1954, iar următorul va avea loc la 21 aprilie 2024.

## Nucleul
Nucleul cometei are diametrul de câțiva kilometri.